# Пагис, Дан
Дан Пагис (ивр. דן פגיס‎; 16 октября 1930, Рэдэуци — 29 июля 1986, Иерусалим) — еврейский поэт, филолог, переводчик.

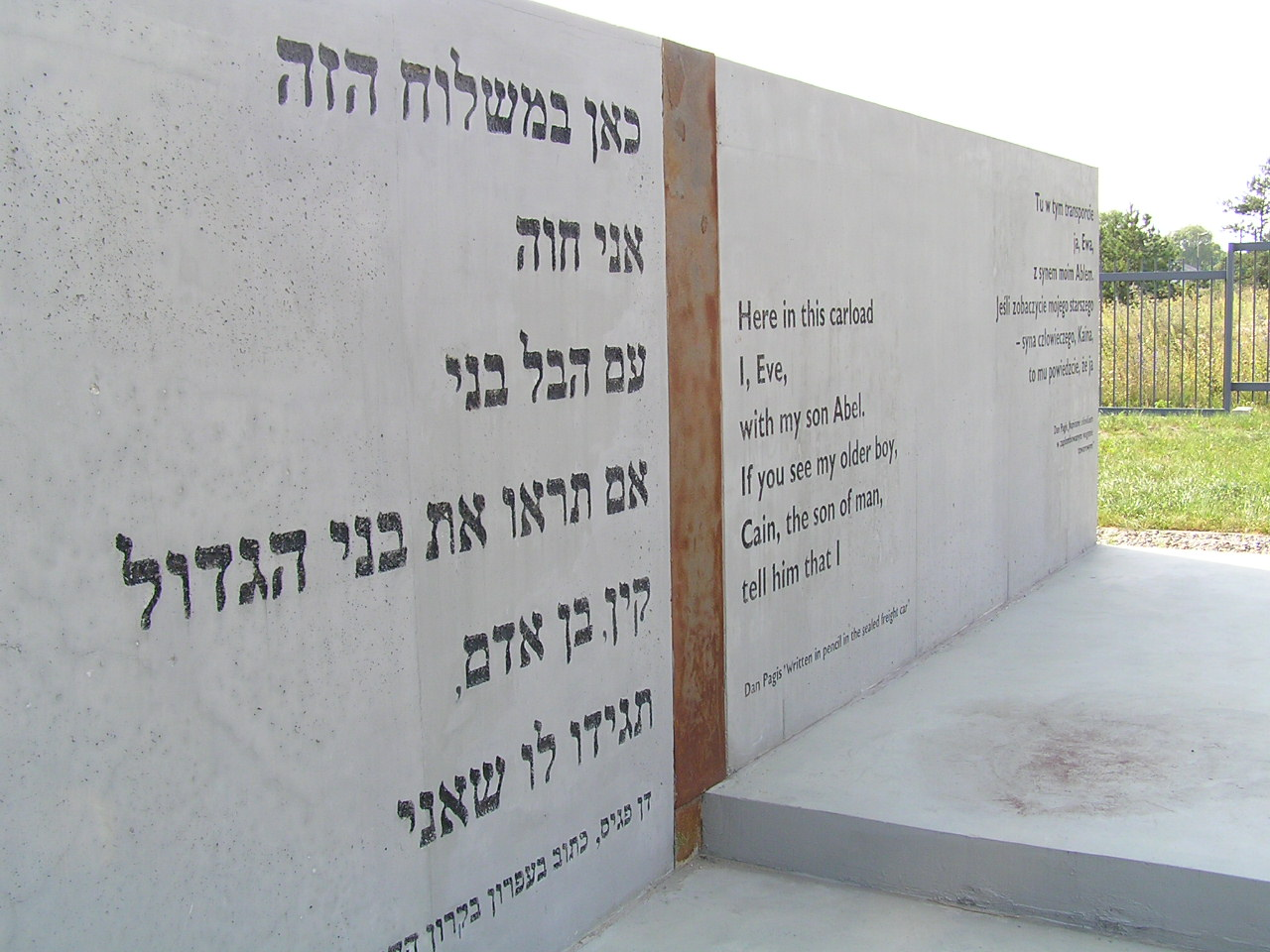
Стихотворение Дана Пагиса на памятной стеле в концлагере Белжец

## Биография
Родился в Буковине, куда его отец, Иосиф Шабсович Пагис (1904—1982), переселился из Кишинёва (Бессарабия).
С 1934 года жил с семьей в Вене. В 1941 году, ребёнком, был отправлен в нацистский концлагерь, провел там три года, в 1944 году бежал.
В 1946 году перебрался в Палестину.
В 1956 году поступил в Еврейский университет в Иерусалиме, с 1964 года преподавал в нём.
Входил в круг поэтов, сложившийся вокруг Леи Гольдберг.
Опубликовал полное собрание стихотворений Давида Фогеля (1968), издавал и комментировал еврейскую средневековую поэзию.

## Публикации

### Стихи
- Часы тени [Шеон ха-цел, 1959]
- Поздний досуг [Шехут меухерет, 1964]
- Метаморфозы [Гилгул, 1970]
- Мозг [Моах, 1975]
- Двенадцать ликов смарагда [Шнейм-асар паним шел измарагд, 1981]
- Синонимы [Милим нирдефот, 1982]
- Последние стихи [Ширим ахароним, 1987, издано посмертно]

### Историко-литературные труды
- Светская поэзия и поэтика Моше Ибн Эзры и его современников [Шират ха-хол ве-торат ха-шир ле-Моше Ибн Ээра у-вней доро, 1971]
- Новаторство и традиции в светской поэзии на иврите: Испания и Италия [Хиддуш у-масорет бе-шират ха-хол ха-‘иврит: Сфарад ве-Италия, 1976]

### Переводы на русский язык
- Современная поэзия Израиля в переводах с иврита. / Сост. И. А. Ермаков. — Киев; Москва: Журнал «Радуга», 1990.
- Антология ивритской литературы. Еврейская литература XIX-XX веков в русских переводах/ Хамуталь Бар-Йосеф, Зоя Копельман, сост. Москва: РГГУ, 1999.
- Дан Пагис в переводе Александра Бараша. vavilon.ru. Дата обращения: 22 июля 2025., Альманах «Авторник», вып. 9 (2003)
- Журнальный зал. magazines.gorky.media. Дата обращения: 22 июля 2025., Иностранная литература, 2007, № 5 / Перевёл Александр Бараш
- Дан Пагис. "Над отцом не смеются". textonly.ru. Дата обращения: 22 июля 2025., Альманах Textonly. Вып. 28 (2009) / Перевёл Александр Бараш
- Дан Пагис. Чужеземные сады. Упражнения в разговорном иврите. Две открытки. dvoetochie.org. Дата обращения: 22 июля 2025., Альманах «Двоеточие» / Перевела Гали-Дана Зингер.
- Дан Пагис. Бестиарий, он же книга зверей и чудовищ. dvoetochie.org. Дата обращения: 22 июля 2025., Альманах «Двоеточие» Вып. 3-4 (2010) / Перевела Гали-Дана Зингер.
- Дан Пагис. Листая альбом. dvoetochie.org. Дата обращения: 22 июля 2025., Альманах «Двоеточие» Вып. 25-26 (2017) / Перевела Гали-Дана Зингер.
- Архив выпусков журнала Тонкая Среда (ранее "Среда"). sreda1.info. Дата обращения: 22 июля 2025.. Вып. 16 (2020)  / Перевёл Меир Иткин.
- Дан Пагис. Папа. dvoetochie.org. Дата обращения: 22 июля 2025.. Альманах «Двоеточие» Вып. 35 (2021) / Перевёл Меир Иткин.
- Журнальный зал — Русский толстый журнал как эстетический феномен. magazines.gorky.media. Дата обращения: 22 июля 2025., из сборника «Перевоплощение». Журнал «Новый Берег» Вып. 81 (2023) / Перевёл Меир Иткин.